# Adriana Campos Huirache
Adriana Campos Huirache (Jacona de Plancarte, Michoacán, 1 de diciembre de 1978) es una política mexicana, miembro del Partido Revolucionario Institucional (PRI). Ha sido presidenta municipal de Jacona y diputada federal para el periodo de 2018 a 2021.

## Biografía
Es licenciada en Administración de Empresas egresada del Instituto Tecnológico de Jiquilpan; tiene además estudios de Mercadotecnia y de Administración de Recursos Humanos por el Centro de Investigación y Desarrollo del Estado de Michoacán.
Ha ejercido su carrera en la administración pública de forma mayoritaria en el Ayuntamiento de Jacona, ocupando los siguientes cargos: de 2002 a 2003 fue coordinadora general del DIF en la administración del alcalde Antonio Chávez Cacho, de 2005 a 2007 fue primero directora de Comunicación Social y luego jefa de Recursos Humanos, en el ayuntamiento encabezado por Gregorio Rodiles Duarte, de 2008 a 2011 volvió al cargo de coordinadora del DIF, esta vez en el gobierno de José Artemio Castillo, y finalmente, recaudadora de Rentas de 2012 a 2015 en la gestión del alcalde Martín Arredondo Delgado.
En 2015 fue elegida diputada a la LXXIII Legislatura del Congreso del Estado de Michoacán por el distrito 5 local, ahí fue integrante de las comisiones de Programación, Presupuesto y Cuenta Pública; y, de Desarrollo Social. El 6 de marzo de 2018 recibió licencia a la diputación, para ser primero candidata y luego resultar elegida presidenta municipal de Jacona para el periodo constitucional de 2018 a 2021.
Se separó de la alcaldía de Jacona el 7 de marzo de 2021, para ser postulada candidata a diputada federal por el Distrito 7 de Michoacán; durante su campaña, el 22 de abril del mismo año, fue asaltada y plagiada momentáneamente por un grupo delictivo. Resultó triunfadora del proceso electoral y fue elegida a la LXV Legislatura de 2021 a 2024. En la Cámara de Diputados fue secretaria de la comisión de Igualdad de Género; así como integrante de las comisiones de Federalismo y Desarrollo Municipal; y de Presupuesto y Cuenta Pública.